# Galeopsis speciosa
Galeopsis speciosa é uma espécie de plantas herbáceas anuais da família Lamiaceae A espécie tem distribuição natural no norte e centro da Europa e na Sibéria, mas está naturalizada no Canadá, onde é considerada uma infestante dos terrenos agricultados. A planta é considerada venenosa, causando paralisia quando ingerida.